# Musée Linden
Le musée Linden (en allemand : Linden-Museum Stuttgart. Staatliches Museum für Völkerkunde) est un musée ethnologique situé dans la ville de Stuttgart en Allemagne. Le musée Linden est un de plus grand musée ethnologique en Allemagne.
Le musée trouve son origine dans la collection d'objets amassés par la Verein für Handelsgeographie (l'association pour la géographie du commerce) au XIXe siècle. Il porte le nom de Karl Graf von Linden (1838–1910) qui, en tant que président de la Verein für Handelsgeographie, a assemblé et organisé la collection, et a invité de grands explorateurs tels que Sven Hedin ou Roald Amundsen à Stuttgart.
En 1911, toute la collection fut réunie pour ouvrir un musée privé et l'actuel bâtiment fut construit. En 1917, il récupère une partie des collections de l'ancien musée colonial de Berlin. Après avoir subi d'importants dégâts lors de la Seconde Guerre mondiale, le musée fut restauré dans les années 1950 et la municipalité en devint propriétaire. Depuis 1973, le musée est conjointement administré par la ville de Stuttgart et par le land de Bade-Wurtemberg.
La majorité des œuvres japonaises que possédait Erwin Bälz (1849-1913), un important médecin allemand, s'y trouve.